# Anthony Doyle
Anthony Doyle (Ashford, 5 mei 1958 – 30 april 2023) was een Brits wielrenner, voornamelijk actief als baanwielrenner.

## Biografie
Doyle was professioneel wielrenner van 1979 tot 1991. Hij was vooral succesvol in de achtervolging en als zesdaagse-wielrenner. Hij was ook actief als wegrenner.
In 1980 werd Doyle wereldkampioen achtervolging op de baan bij de professionals door de Nederlander Herman Ponsteen in de finale te verslaan. In de jaren 1984 en 1985 werd hij 2e op dit nummer, beide keren werd hij door de Deense specialist Hans-Hendrik Oersted verslagen. In 1986 waren de rollen echter omgekeerd, nu versloeg Doyle op zijn beurt de Deen in de finale. In 1987 en 1988 werd hij respectievelijk 3e en 2e op dit nummer. 
Ook op het nummer koppelkoers was Doyle zeer succesvol. In 1984 werd hij Europees kampioen op dit nummer samen met de Australiër Gary Wiggins, nadat hij in het voorgaand jaar reeds 2e was geworden met dezelfde Wiggins. In 1988 en 1989 zou hij deze titel nogmaals behalen, maar nu met zijn Australische koppelgenoot Danny Clark.
Hij heeft in totaal 139 zesdaagsen verreden, waarvan hij er 23 als winnaar heeft afgesloten. Hij neemt hiermee een gedeelde 22e plaats in op de lijst van meeste overwinningen. Van deze overwinningen heeft hij veruit de meeste behaald met zijn vaste koppelgenoot Danny Clark, namelijk 19. Met dit aantal neemt dit koppel de gedeelde 3e plaats in op de all-time ranglijst van meeste overwinningen per koppel. 
Als wegrenner was Doyle vooral in het begin van zijn wielerloopbaan actief in Groot-Brittannië en Ierland, onder andere in de Milk Race, de Mercian Two-Day, de Sealink Race,  de Yorkshire Classic en de Girvan Three Day.  In overeenstemming met zijn kwaliteiten als achtervolger was hij als wegrenner vooral succesvol in tijdritten, waardoor hij een aantal van deze meerdaagse wedstrijden op zijn naam kon brengen.
Doyle overleed op 64-jarige leeftijd aan alvleesklierkanker.

## Overzicht zesdaagsenoverwinningen
| Nr. | Jaar | Zesdaagse van | Samen met                        |
| --- | ---- | ------------- | -------------------------------- |
| 1   | 1983 | Berlijn       | Danny Clark                      |
| 2   | 1983 | Dortmund      | Danny Clark                      |
| 3   | 1985 | Bremen        | Gary Wiggins                     |
| 4   | 1985 | Maastricht    | Danny Clark                      |
| 5   | 1986 | Kopenhagen    | Danny Clark                      |
| 6   | 1986 | Launceston    | Danny Clark                      |
| 7   | 1986 | Berlijn       | Danny Clark                      |
| 8   | 1986 | Dortmund      | Danny Clark                      |
| 9   | 1986 | Grenoble      | Francesco Moser                  |
| 10  | 1986 | Gent          | Danny Clark                      |
| 11  | 1987 | Kopenhagen    | Danny Clark                      |
| 12  | 1987 | Bassano       | Roman Hermann en Moreno Argentin |
| 13  | 1987 | Maastricht    | Danny Clark                      |
| 14  | 1988 | Bremen        | Danny Clark                      |
| 15  | 1988 | Rotterdam     | Danny Clark                      |
| 16  | 1988 | Parijs        | Danny Clark                      |
| 17  | 1988 | Münster       | Danny Clark                      |
| 18  | 1988 | Berlijn       | Danny Clark                      |
| 19  | 1988 | Dortmund      | Danny Clark                      |
| 20  | 1988 | München       | Danny Clark                      |
| 21  | 1989 | Keulen        | Danny Clark                      |
| 22  | 1990 | München       | Danny Clark                      |
| 23  | 1991 | Gent          | Etienne De Wilde                 |

| Aantal | Samen met                                                                             |
| ------ | ------------------------------------------------------------------------------------- |
| 19     | - Danny Clark                                                                         |
| 1      | - Gary Wiggins - Francesco Moser - Roman Hermann - Moreno Argentin - Etienne de Wilde |

## Overwinningen in wegwedstrijden
1981
- eindklassement en 2e etappe (tijdrit) Girvan Three Day
- eindklassement en 1e etappe (tijdrit) Yorkshire Classic

1982
- eindklassement en 2e etappe (tijdrit) Girvan Three Day
- 1e etappe (tijdrit) in Penn Two-Day

1983
- eindklassement Memorial Bill Cox Two-Day
- 5e etappe Sealink Race

1984
- proloog, 3e etappe en eindklassement Sealink Race

1985
- 1e, 2e etappe en eindklassement Mercian Two-Day
- 5e etappe Sealink Race